# Mieczysław Lesz
Mieczysław Stanisław Lesz (ur. 20 maja 1911 we Lwowie, zm. 21 grudnia 1998) – polski profesor doktor habilitowany inżynier mechanik i polityk, minister handlu wewnętrznego (1957–1965) oraz minister członek rządu (1965–1968).

## Życiorys
Syn Mieczysława i Olgi. Ukończył studia na Politechnice Lwowskiej, uzyskał następnie stopień profesora doktora habilitowanego, specjalizował się również w ekonomii. Od 1936 do 1939 pracował w przemyśle, od 1940 do 1942 pracownik Politechniki Lwowskiej, następnie był inżynierem w Kazaniu. W latach 1942–1945 w Armii Czerwonej i partyzantce. W okresie 1945–1949 dyrektor generalny Centralnego Zarządu Przemysłu Metalowego.
Należał do Komunistycznego Związku Młodzieży Polski, w 1932 wstąpił do Komunistycznej Partii Polski. Następnie członek Polskiej Partii Robotniczej oraz Polskiej Zjednoczonej Partii Robotniczej (od 1948). Od 1959 do 1964 był zastępca członka, a następnie do 1968 członkiem Komitetu Centralnego PZPR.
Od 1949 podsekretarz stanu w Ministerstwie Górnictwa i Energetyki, a od 1950 do 1953 w Ministerstwie Górnictwa, następnie do 1956 zastępca przewodniczącego Państwowej Komisji Planowania Gospodarczego, a do 1957 Komisji Planowania przy Radzie Ministrów. W latach 1957–1965 minister handlu wewnętrznego, a od 1965 do 1968 minister członek rządu i jednocześnie zastępca przewodniczącego Komitetu Nauki i Techniki. Od 1968 pracownik naukowy Instytutu Chemii Ogólnej.
Został pochowany na warszawskim cmentarzu komunalnym Północnym.

## Odznaczenia
- Order Sztandaru Pracy I klasy (1959)[3]
- Krzyż Komandorski z Gwiazdą Orderu Odrodzenia Polski (1964)[4]
- Krzyż Oficerski Orderu Odrodzenia Polski (1946)[5]
- Medal im. Ludwika Waryńskiego (1988)[6]
- Złota odznaka honorowa „Za Zasługi dla Warszawy” (1962)[7]
- Odznaka honorowa „Za zasługi dla Gdańska” (1960)[8]
- Medal „20-lecia Wyzwolenia Poznania i Wielkopolski” (1965)[9]
- Order Czerwonego Sztandaru Pracy (ZSRR, 1957)[10]